# 160 mm minobacač M1943
M1943 je sovjetski teški minobacač kalibra 160 mm a poznat je i pod oznakom MT-13. Minobacač funkcionira kao ostraguša. To znači da se ovo topničko oružje puni kroz zatvarač umjesto kroz vrh cijevi kao klasični minobacač. Razlog tome je veliki projektil (gotovo 41 kg težine) koji se jedino na takav način može unijeti u tri metra dugu cijev. Minobacač zbog svoje težine ima ugrađene kotače kako bi ga se lakše moglo transportirati.
Završetkom Drugog svjetskog rata, interes za minobacačem su pokazale zemlje članice Varšavskog pakta koje su postale nove korisnice.

## Korisnici
- Albanija: albanske oružane snage u svom arsenalu imaju stotinu minobacača M1943.[2]
- Bugarska[1]
- Poljska[1]
- Rumunjska[1]
- Sirija[1]

## Bivši korisnici
- SSSR: M1943 je koristila sovjetska Crvena armija tijekom 2. svjetskog rata a nakon tog sukoba ga je naslijedio M160 istog kalibra.
- Čehoslovačka[1]